# Генитална брадавица
Генитални брадавици (още кондилома, венерическа брадавица, на латински: Condylomata acuminata) е силно заразна полово предавана болест, причинявана от някои типове на Човешки папиломен вирус (HPV). Разпространява се чрез кожен контакт по време на орален, генитален или анален секс с инфектиран партньор. Брадавиците са най-лесния за разпознаване симптом на генитална инфекция с HPV.

## Етиология
Те могат да бъдат причинени от типовете 6, 11, 30, 42, 43, 44, 45, 51, 51 и 54 на HPV, типове 6 и 11 са отговорни за 90% за случаите. Други типове на HPV предизвикват рак на маточната шийка и вероятно повечето случаи на рак на ануса.

## Епидемиологични особености
Вирусните частици са способни да проникнат през кожата и лигавицата през микроскопични драскотини, които могат да се причинят по време на полов акт. След заразяването може да има латентен период от порядъка на няколко месеца до няколко години. HPV може да остане без симптоми години. Лица, които са в латентен стадий на инфекцията също са заразни и могат да я предадат на партньорите си. Сексуалния контакт със заразено лице без предпазни мерки крие 70% риск от предаване на инфекцията. Имунната система принципно се бори с вируса чрез интерлевкините, които отделят интеферони, забавяйки репликацията на вирусите.

## Признаци
Гениталните брадавици представляват гроздовидно образуване, което при жените се локализира по големите и малките срамни устни, около влагалището и ануса, а при мъжете – по препуциума, главичката на пениса и около ануса. Инфекцията е упорита и може да съпътства човека през целия му живот.

## Лечение
Няма дефинитивно лечение за HPV, но има методи за лечение на самите брадавици, което може да намали заразяването, въпреки че няма убедителни данни, че премахването на брадавиците намалява разпространението им. Брадавиците могат да изчезнат и без лечение, но могат и спонтанно да се появят отново, няма начин да се предвиди дали ще изчезнат или отново ще се появят. Брадавиците могат да се разпознаят като се намажат с оцетна киселина, тогава те побеляват, но това не трябва да се прилага на чувствителни зони. Чрез колпоскопия също могат да се разпознаят дребни брадавици.
В зависимост от размера и други фактори, лекар-специалист би предприел няколко метода за лечение. Долуописаните методи се прилагат само по лекарско предписание и стриктен лекарски контрол. Всеки от посочените препарати има силен цитолитичен и/или цитостатичен ефект и самолечението би навредило сериозно на здравето. Почти всички препарати могат да причинят депигментация и белези.
- Подофилотоксин от 0,5%–0,15% (още наречен Подофилокс) – разтвор, гел или крем. Прилага се на няколко цикъла, като се нанася 2 пъти дневно за 3 дни, след което се „почива“ от 4 – 7 дни, като циклите се повтарят не повече от 4 пъти.
- Имиквимод (Алдара) е локален имуномодулатор, под формата на крем, нанасящ се само върху засегнатите участъци. Не дразни кожата в такава степен, както подофилотоксина.

## Предпазване
Gardasil е ваксина, която предпазва от човешки папиломен вирус 16, 18, 6 и 11 щам. 6 и 11 щам предизвикват генитални брадавици, докато 16 и 18 предизвикват рак на шийката на матката. Ваксината е превентивна, не терапевтична и се прилага при лица, предимно жени, преди да започнат сексуален живот. Въпреки че се прилага предимно на жени, ваксината е клинично изпробвана и при мъже и се прилага в някои страни, като Великобритания, САЩ и Канада.